# Menton
Menton (italienska: Mentone) är en fransk stad på Franska rivieran nära gränsen till Italien och öster om Monaco. Menton har närmare 30 000 invånare och är en populär semesterort. Engelsmännen byggde i början av 1900-talet stora hotell runt stadskärnan, av vilka många senare byggts om till lägenheter.
Den äldsta delen av Menton klättrar uppåt längs en brant klippa, och husen är byggda nästan ovanpå varandra. På väg upp längs klippan passerar man två barockkyrkor, och längst upp ligger kyrkogården. Nedanför klippan ligger det moderna Menton, med gamla hus längs en boulevard och vindlande gågator med affärer och restauranger. Öster om klippan ligger en stor småbåtshamn som vetter mot den italienska gränsen en kilometer bort.
Till sevärdheterna hör Musée Jean-Cocteau - Collection Séverin Wunderman vid stranden och saluhallen strax intill, samt den gamla staden. I februari varje år organiseras den berömda citronfestivalen, då man bygger skulpturer av citroner. Menton har ett av Franska rivierans mest gynnsamma mikroklimat, och vädret är varmt och soligt under större delen av året.

## Menton under andra världskriget
Italien förklarade under andra världskriget Frankrike krig den 10  juni 1940, efter det att tyska armén brutit in i norra Frankrike. Strider skedde i Frankrikes gränsområde, framför allt efter en italiensk offensiv på två fronter vid medelhavskusten i slutet av juni, men frontlinjerna stagnerade efter det att italienarna erövrat Menton. Enligt stilleståndsöverenskommelsen den 24 juni 1940 fick Italien behålla erövrade områden, av vilka staden Menton var det viktigaste. Tyskland ockuperade Menton den 8 september 1943, efter det att området återgått till Frankrike. Menton befriades den 7 september 1944 av en amerikansk styrka tre veckor efter de allierades landstigning i södra Frankrike i Operation Dragoon i augusti 1944.

## Befolkningsutveckling
Antalet invånare i kommunen Menton
| Referens: INSEE |

## Bildgalleri

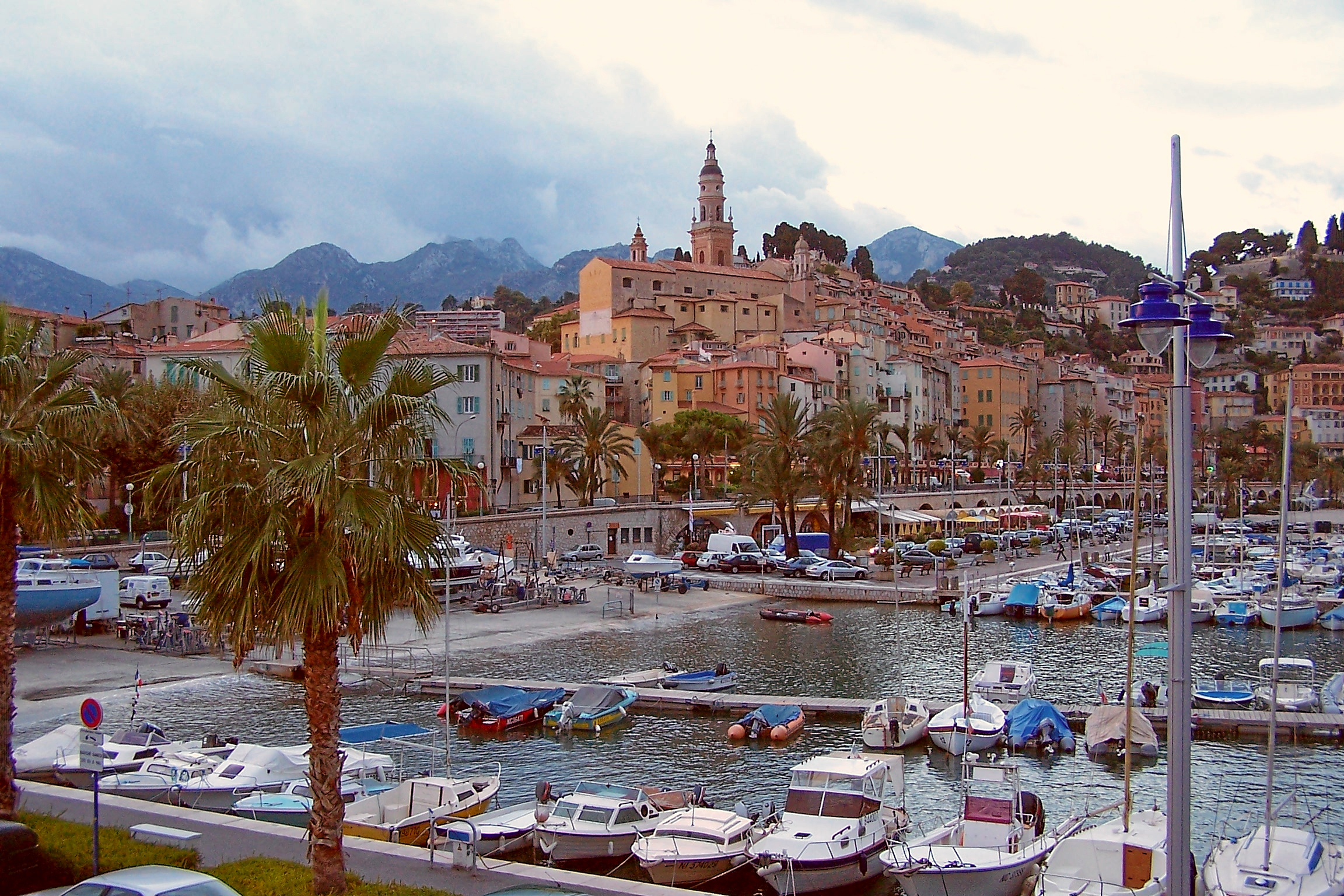
Gamla stan och hamnen
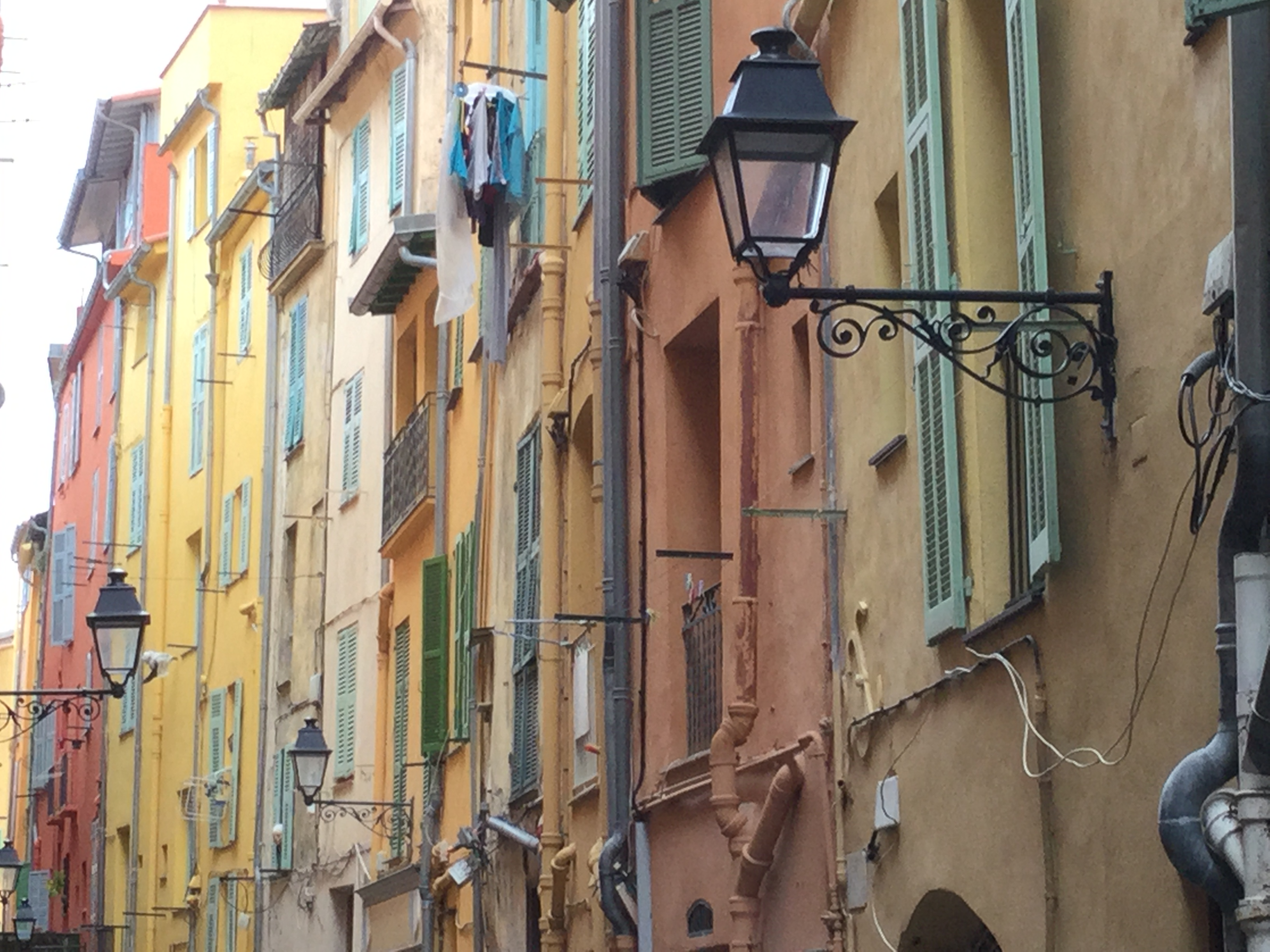
La Rue Longue ("den långa gatan") i Gamla stan
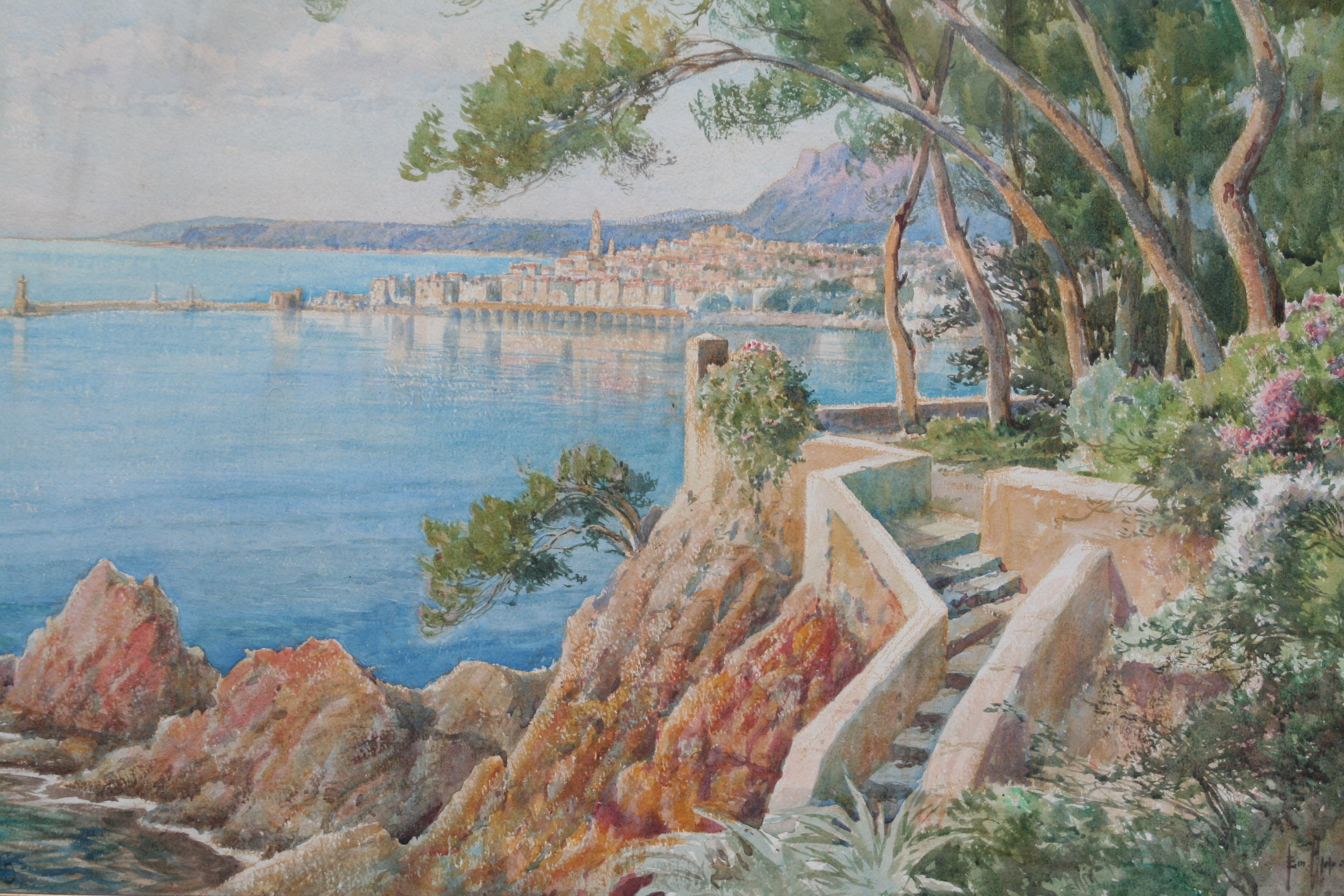
Émile Appay - Menton